# Pascual Boing
La Cooperativa Pascual Boing, también conocida como Pascual, S.A. o Pascual Boing, es una empresa refresquera mexicana, fundada en 1940 en la Ciudad de México. Esta empresa produce varias bebidas envasadas con marcas como Boing!, Pascual, Lulú, entre otras. Las instalaciones ocupan dos manzanas de la ciudad donde se fundó la empresa y emplea a más de 2000 trabajadores en la Ciudad de México. Estos dos bloques y los pozos de agua en ellos, han sido el centro de una disputa legal desde 1980 (45 años a la actualidad).
Después de una huelga que duró tres años y medio y su posterior quiebra en la década los años 1980, los obreros la adquirieron convirtiéndola en una cooperativa. La cooperativa Pascual Boing es considerada por diversos sectores de izquierda como ejemplo de un movimiento obrero exitoso, debido a que es una de las pocas cooperativas que tiene presencia en gran parte de México y en algunas ciudades estadounidenses y centroamericanas.
Actualmente, cuenta con plantas en algunos estados de la República Mexicana. Sin embargo, sus dos plantas históricas se encuentran en la Ciudad de México.
Su principal producto es una línea de bebidas no carbonatadas que contienen jugo o pulpa de fruta. Los sabores disponibles incluyen: mango, tamarindo, fresa, uva, manzana, naranja, guayaba, piña, guanábana, y durazno. También produce una línea de bebidas carbonatadas. La empresa consume alrededor de 20 mil toneladas de fruta anualmente y 24 mil toneladas de azúcar. A finales de 2005, ante una solicitud de la organización no gubernamental Greenpeace, Pascual Boing certificó que en sus procesos no utiliza productos transgénicos.

## Historia
La empresa Pascual, S.A. fue fundada, a finales de la década de los años 1930 y principios de la década de los 1940, por Rafael Víctor Jiménez Zamudio. Los primeros productos que lanzó al mercado fueron paletas, después agua embotellada en garrafón y por último los refrescos Pascual. Las primeras instalaciones se ubicaron en la colonia Anáhuac, posteriormente en la colonia San Rafael y por último en la colonia Tránsito, en la Ciudad de México. Ya establecidos en la colonia Tránsito, a principios de la década de los años 1950, la empresa contaba con una estabilidad. Publicitado con el eslogan “Fruta en su refresco” la gente comenzó a identificar al “Pato Pascual”. En la misma década sale al mercado el refresco Lulú, representando por una coqueta e inocente mujer A mediados de esa misma década se lanza un producto llamado Mexi-Cola, el cual permaneció muy poco tiempo en el mercado, debido a un problema con su proveedor de botellas de vidrio (Coca-Cola) y vandalismo supuestamente precedido por la misma compañía ya mencionada ya que según quien pudo probar este refresco, era mucho mejor que la Coca-Cola. Este refresco de cola generó un gran impacto asociado con aspectos nacionales y por el gran impulso publicitario del boxeador mexicano, ídolo en ese momento, Raúl “Ratón” Macías.
En la crisis económica de 1982, el Gobierno de la República Mexicana decretó un aumento obligatorio a los salarios del 10%, 20% o 30% de acuerdo al monto de las remuneraciones de los trabajadores del país. El dueño de Pascual Boing argumentó que no podía financiar este aumento, por lo que los trabajadores iniciaron una huelga. Después de tres años, y con la asesoría de Demetrio Vallejo, el gobierno le dio la razón al movimiento obrero, por lo que el dueño se declaró en bancarrota y cerró Pascual Boing. Se procedió entonces a rematar los activos de la empresa, y fueron los mismos trabajadores los que los compraron, fundando la Sociedad Cooperativa Trabajadores de Pascual S.C.L.
Los trabajadores ocuparon los terrenos originales de la planta, que tenían la ventaja de contar con dos pozos de agua potable. Estos terrenos no eran parte de los activos de la empresa recién adquirida, y la propiedad la mantuvo la esposa del dueño original, Victoria Valdez Cacho de Jiménez. Por lo tanto fueron ocupados mediante un contrato de arrendamiento hasta 1989, año en que expiró. A pesar de que Victoria Valdez se negó a renovarlo, Pascual Boing mantuvo la posesión de los terrenos con el apoyo del gobierno. Se adquieren las instalaciones que pertenecían a la empresa refresquera Canada Dry, ubicadas en zona norte.
Victoria Valdez demandó a Pascual Boing en 1989 y ganó el caso en 2003. Cuando la corte ordenó a Pascual Boing desocupar los terrenos, el entonces jefe de gobierno del Distrito Federal, Andrés Manuel López Obrador, expropió los terrenos de Valdez en favor de Pascual Boing, argumentando utilidad pública. Pascual Boing ofreció a Valdez pagar el monto del avalúo del inmueble, calculado en 187 millones de pesos mexicanos (alrededor de 16 millones de dólares americanos); sin embargo, la parte demandante no aceptó la oferta. En el año 2005, la Suprema Corte de Justicia decretó que la expropiación era improcedente debido a que no se comprobó que hubiera utilidad pública, ya que el beneficiado por la expropiación era una empresa privada que producía un producto no esencial. Mientras que Valdez quería que le devolvieran sus terrenos, Pascual Boing argumentaba que los costos de trasladar la planta podría poner en riesgo la supervivencia de la empresa, cuyos beneficios se distribuyen directamente entre 2 mil trabajadores que laboran en las plantas del Distrito Federal.

## Pleito legal

### "Plagio" de Pato Pascual a Pato Donald de Disney
Desde sus inicios, la marca tuvo como logotipo al Pato Donald; sin embargo, en la década de los años 1980 The Walt Disney Company procedió legalmente por el uso de su personaje. Hasta el año 2007 se modificó la imagen cambiando al personaje por un pato similar con gorra de béisbol.